# Хрипань (река)
Хрипа́нь — река в России, протекает в Раменском городском округе Московской области. Правый приток реки Гжелки.

## География
Река Хрипань протекает около посёлка городского типа Кратово. Долина реки с 1992 года является особо охраняемой природной территорией. Длина реки составляет 14 км, площадь водосборного бассейна — 100 км².
Изначально река являлась левым притоком Москвы, и впадала в неё у деревни Заболотье. В настоящее время вода Хрипани по каналу поступает в реку Гжелку, таким образом Хрипань стала правым притоком Гжелки. Устье канала Хрипани находится рядом с селом Малахово.

## Данные водного реестра
По данным государственного водного реестра России относится к Окскому бассейновому округу, водохозяйственный участок реки — Москва от водомерного поста в деревне Заозерье до города Коломна, речной подбассейн реки — бассейны притоков Оки до впадения Мокши. Речной бассейн реки — Ока.
По данным геоинформационной системы водохозяйственного районирования территории РФ, подготовленной Федеральным агентством водных ресурсов.